# 大下源一郎
大下 源一郎（おおした げんいちろう、1979年1月26日 - ）は、日本の俳優。愛媛県出身。

## 人物
有吉弘行は古くからの友人。有吉が主演したミュージカル「シンドバッドの冒険」（2000年）で共演して以来の付き合いで、有吉のことは「何でも知ってる」代わりに口が非常に堅いため、他人には言えない話を相談する仲だという。有吉と夏目三久の交際についても、大下は芸能界で唯一その事実を結婚前に知っていた。

## 出演

### テレビドラマ
- 家裁調査官晶子〜震える少年〜（1999年、TBS）
- 恋愛結婚の法則 第8話（1999年、フジテレビ）
- TRICK2 第8話（2002年、テレビ朝日）
- ウルトラQ dark fantasy 第18話（2004年、テレビ東京）
- 24時間テレビ スペシャルドラマ「父の海、僕の空」（2004年、日本テレビ）
- 19borders 第30話 - 第34話・第41話（2005年、BS日テレ）
- 幸せになりたい!（2005年、TBS） - 市川助監督 役
- 夜王 〜YAOH〜（2006年、TBS）
- 功名が辻 第22話・第25話（2006年、NHK）
- 世にも奇妙な物語 秋の特別編（2007年、フジテレビ）
- 駅弁刑事・神保徳之助（2008年 - 2017年、TBS） - 藤井直樹 役
- 音女 第68話（2008年、テレビ朝日）
- 七瀬ふたたび 第1話（2008年、NHK）
- ゲゲゲの女房（2010年、NHK） - 飯田哲也 役
- 夏の恋は虹色に輝く（2010年、フジテレビ） - 志賀光治 役
- 祝女〜shukujo〜 サマースペシャル（2010年、NHK）
- ギルティ 悪魔と契約した女（2010年、フジテレビ） - 高部 役
- 真珠湾からの帰還〜軍神と捕虜第一号〜（2011年、NHK） - 古野繁実中尉 役
- 相棒 season10 第18話（テレビ朝日） - 宮里 役
- ドラマスペシャル 遺留捜査 1（2013年、テレビ朝日）[5]
- 失恋ショコラティエ 第5話（2014年、フジテレビ）[5]
- 女はそれを許さない（2014年、TBS） - 田村竜二 役
- ワイルド・ヒーローズ 第7話・第9話・第10話（2015年、日本テレビ）[5]
- 夏樹静子サスペンス 光る崖（2016年、フジテレビ）[5]
- 家売るオンナ 第6話（2016年、日本テレビ） - 五味良夫 役
- 税務調査官・窓際太郎の事件簿 33（2018年、TBS） - 筒井紘一 役

### DVDドラマ
- Calling you（2005年） - リュウ 役

### 映画
- ガラスのヒール レースクイーンの女神たち The Movie（2006年） - 大河内一八 役
- イヌゴエ 幸せの肉球（2006年） - 香山功 役
- 桃まつり presents 真夜中の宴「granite グラニテ」（2008年）
- 髪がかり（2008年）
- 曇天クラッシュ（2011年） - 智宏 役
- 戦極 Bloody Agent（2014年） - ソルジャー 役

### 舞台
- ミュージカル シンドバッドの冒険（2000年）
- オレンジプリズナーズ 第1回本公演 HEAVEN HEAVEN HEAVEN（2004年）
- 調教師（2005年）
- 疚しい理由（2007年・2008年）
- 千年マチコ 〜書房編〜（2014年、シアターグリーン BOX in BOX THEATER）

### プロモーションビデオ
- AJI「Color Of Season」（2003年）
- Ruppina「in the name of love」（2004年）
- スキマスイッチ「雨待ち風」（2005年）、「Hello Especially」（2013年）
- クレンチ&ブリスタ「Wonder feat. May J.」（2009年）

### CM
- タウンワーク（2007年、リクルート）
- L25（2007年、リクルート）
- au 春キャン「またまた誘う仲間」篇（2007年、KDDI）
- クイックルワイパー ハンディS（2007年、花王）
- セキスイハイム（2007年、積水化学工業）
- NESCAFÉ 匠「怪獣vsヒーロー」篇（2008年、ネスレ日本）
- JRA-VAN（2008年、日本中央競馬会）
- 日本ケンタッキー・フライド・チキン（2008年 - 2009年）
- JACCSカード「雨」篇（2008年、ジャックス）
- NTTドコモ「クラウドオフィス〜空間設計事務所〜」篇（2011年）
- キユーピーライト（2013年、キユーピー） - ナレーター
- トヨタ・ノア（2014年、トヨタ自動車） - ナレーター
- エアリズム（2014年、ユニクロ） - ナレーター
- クラウド会計ソフト freee（2014年）
- モンスターハンター（2014年、ミクシィ）
- スターバックスリザーブ「男の達成感」篇、「男の一人旅」篇（2015年） - トレインチャンネルCM、ウェブCM、スチール広告